# Justitiekollegium
Justitiekollegium var ett 1636 inrättat ämbetsverk i Stockholm för tillsyn över rättegångsväsendet i staden samt handläggning av frågor rörande bouppteckning, arv med mera. Dess domsrätt överflyttades 1845 och 1849 till rådhusrätten. Det fick sedermera jämte den med kollegiet förenade Förmyndarkammaren namnet Förmyndarkammaren.